# WTA Finals 2019
WTA Finals 2019, známý také jako Turnaj mistryň 2019 či se jménem sponzora Shiseido WTA Finals Shenzhen 2019, představoval jeden ze dvou závěrečných tenisových turnajů ženské profesionální sezóny 2019 pro osm nejvýše postavených žen ve dvouhře a osm nejlepších párů ve čtyřhře na žebříčku Porsche Race To Shenzhen.
Turnaj se odehrával mezi 27. říjnem až 3. listopadem 2019, poprvé v šenčenském komplexu Shenzhen Bay Sports Centre, v němž byl instalován tenisový dvorec s tvrdým povrchem. Šen-čen uzavřel smlouvu na pořádání minimálně deseti ročníků. Odměny hráčkám byly proti roku 2018 zdvojnásobeny na 14 000 000 amerických dolarů.
Obhájkyní titulu ve dvouhře byla ukrajinská světová osmička Elina Svitolinová, která prohrála ve finále. Vítězkou se stala
23letá světová jednička Ashleigh Bartyová, jež turnaj vyhrála jako první Australanka po 43 letech od triumfu Evonne Goolagongové Cawleyové v roce 1976. Zároveň se stala pátou šampionkou, která triumfovala již při svém debutu. Bartyová si připsala 4,42 milionů dolarů, nejvyšší odměnu v předchozí historii tenisu.
V deblové části triumfoval maďarsko-francouzský pár Tímea Babosová a Kristina Mladenovicová. Hráčky vítězství obhájily jako první dvojice od Cary Blackové a Liezel Huberové, jež triumfovaly v letech 2007 a 2008. Maďarka Babosová se stala první hráčkou od Američanky Lindsay Davenportové z let 1996–1998, která ovládla tři ročníky v řadě.

## Turnaj

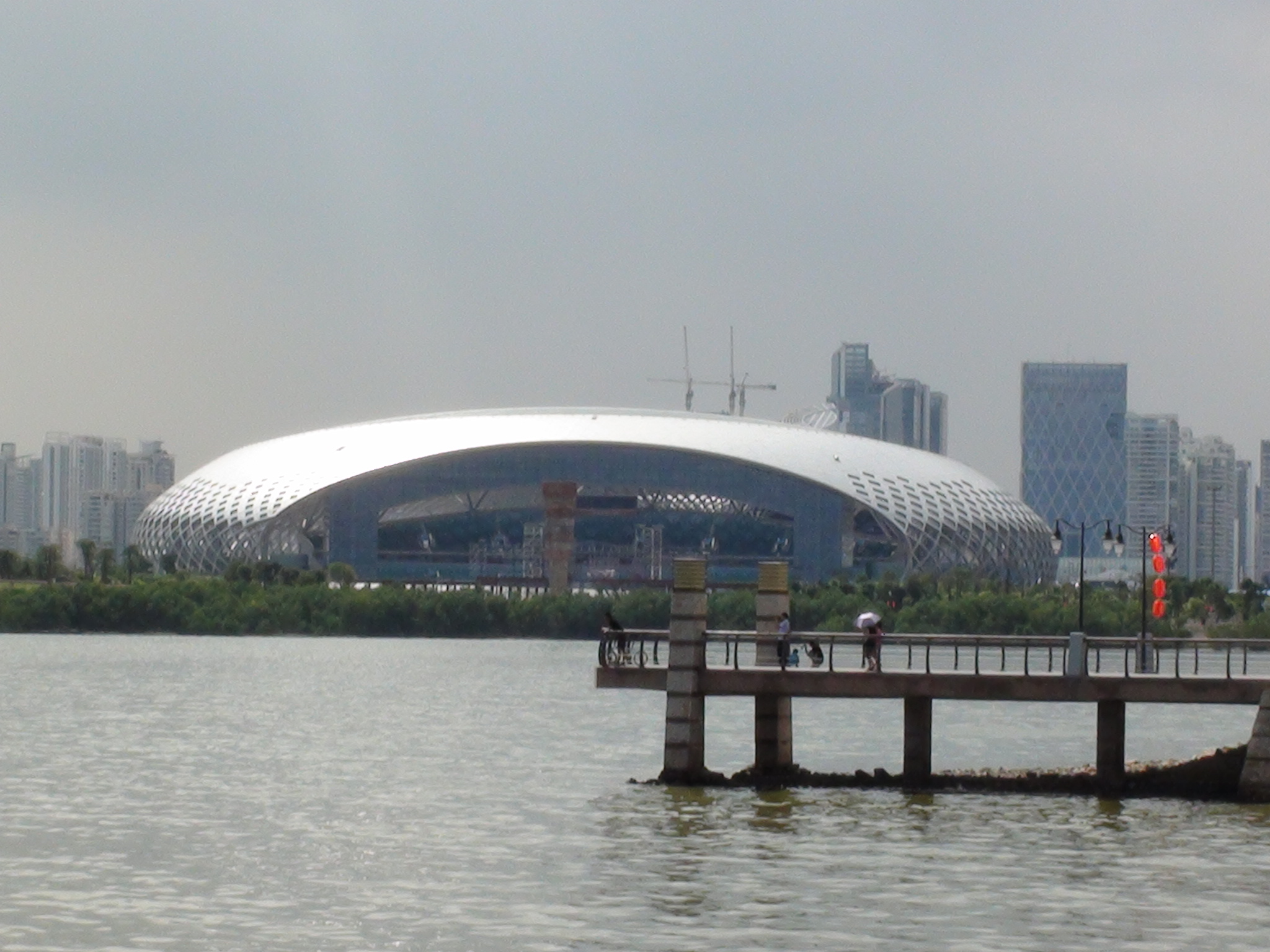
Sportovní komplex Shenzhen Bay Sports Center poprvé hostil závěrečnou událost tenistek

Poprvé v historii se turnaj konal na území Číny, kde se tak odehrály obě závěrečné události žen. Premiérově následoval až za menším WTA Elite Trophy v Ču-chaji. V šenčenském komplexu Shenzhen Bay Sports Centre se uskutečnil na halovém dvorci s tvrdým povrchem mezi 27. říjnem až 3. listopadem 2019. Organizátoři plánovali na rok 2021 přesunutí turnaje do nově otevřené arény. Akce představovala čtyřicátý devátý ročník ve dvouhře a čtyřicátý čtvrtý ve čtyřhře. Jednalo se o vyvrcholení 56dílného okruhu WTA Tour 2019.
Šen-čen se stal historicky desátým dějištěm Turnaje mistryň od jeho založení v roce 1972. Práva zakoupil na minimálně deset ročníků. Při výběru pořadatele porazil nejen předchozí dějiště Singapur, ale také další kandidátská města Petrohrad, Manchester a Prahu. Los dvouhry i čtyřhry proběhl 25. října 2019.
Generálním partnerem se stala japonská kosmetická společnost Shiseido, dalšími sponzory pak Gemdale Group a Kaisa. Turnaj podpořily také dlouhodobí partneři WTA, společnosti iQIYI, Porsche, Rolex, SAP a Wilson.

### Formát
Soutěže dvouhry se tradičně účastnilo osm hráček, z nichž každá v úvodních čtyřech dnech odehrála tři vzájemné zápasy v jedné ze dvou čtyřčlenných základních skupin – červené a purpurové. První dvě tenistky z každé skupiny postoupily do semifinále, které bylo hráno vyřazovacím systémem pavouka. První z purpurové skupiny se utkala s druhou z červené skupiny a naopak. Vítězky semifinále se následně střetly ve finále o pohár Billie Jean Kingové.
Soutěž čtyřhry byla koncipována pro osm párů, poprvé od roku 2015 s dvěma základními skupinami. Formát tak kopíroval singlový turnaj. Dvojice hrály o pohár Martiny Navrátilové.

### Kvalifikační kritéria
Ve dvouhře byly žebříčkové body kumulovány ze šestnácti turnajů. Mezi ně se povinně započítávaly čtyři Grand Slamy, čtyři události Premier Mandatory a nejlepší výsledky ze dvou turnajů Premier 5. Tenistky měly příležitost získat body během konání 52 turnajů WTA a čtyř grandslamů.
Ve čtyřhře byly žebříčkové body kumulovány z jedenácti nejlepších výsledků páru jakýchkoli turnajů v sezóně. Nemusely se tak povinně započítávat Grand Slamy ani události kategorie Premier.

### Kritéria pořadí v základní skupině
Konečné pořadí v základní skupině se řídilo následujícími kritérii:
1. nejvyšší počet vyhraných utkání
2. nejvyšší počet odehraných utkání
3. u dvou hráček se stejným počtem výher rozhodlo vzájemné utkání;
4. u tří hráček se stejným počtem výher rozhodlo:

a) nejvyšší procento vyhraných setů (případně vzájemný zápas při shodě dvou hráček)
b) nejvyšší procento vyhraných her (případně vzájemný zápas při shodě dvou hráček).

### Finanční odměny a body
Prize money Turnaje mistryň 2019 byly vůči předchozímu ročníku zdvojnásobeny na 14 000 000 dolarů.
| |                           | Dvouhra          | Dvouhra   | Čtyřhra        | Čtyřhra  |
| Fáze | Fáze                      | výdělek          | body      | Výdělek        | body     |
| --- | ------------------------- | ---------------- | --------- | -------------- | -------- |
| neporažená vítězka | neporažená vítězka        | 4 750 000 $      | 1 500     | 1 000 000 $    | 1 500    |
| vítězky | vítězky                   | ZS + 3 505 000 $ | SF + 750  | ZS + 700 000 $ | SF + 750 |
| finalistky | finalistky                | ZS + 1 180 000 $ | SF + 330  | ZS + 225 000 $ | SF + 330 |
| semifinalistky | semifinalistky            | ZS + 80 000 $    | ZS        | ZS + 15 000 $  | ZS       |
| za vyhru v zákl. skupině | za vyhru v zákl. skupině  | +305 000 $       | 250       | +50 000 $      | 250      |
| za prohru v zákl. skupině | za prohru v zákl. skupině | —                | 125       | —              | 125      |
| startovné |                           |                  |           |                |          |
| za 3 zápasy | 305 000 $                 | —                | 150 000 $ | —              |          |
| za 2 zápasy | 265 000 $                 | —                | 130 000 $ | —              |          |
| za 1 zápas | 220 000 $                 | —                | 110 000 $ | —              |          |
| náhradnice |                           |                  |           |                |          |
| za 2 zápasy | 210 000 $                 | —                | 90 000 $  | —              |          |
| za 1 zápas | 165 000 $                 | —                | 10 000 $  | —              |          |
| za 0 zápasů | 125 000 $                 | —                | 50 000 $  | —              |          |
| ZS – celkové odměny či body získané v základní skupině. SF – celkové body v semifinále. Odměny ve čtyřhře jsou uváděny na pár. |                           |                  |           |                |          |

## Ženská dvouhra

### Kvalifikované hráčky
| Pořadí                            | hráčka | hráčka              | body  | turnajů | kvalifikována | kvalifikována | předešlé účasti                    |
| --------------------------------- | ------ | ------------------- | ----- | ------- | ------------- | ------------- | ---------------------------------- |
| 1.                                |        | Ashleigh Bartyová   | 6 476 | 14      | 9. září       | [ 15 ]        | —                                  |
| 2.                                |        | Karolína Plíšková   | 5 315 | 18      | 15. září      | [ 16 ]        | 2016, 2017, 2018                   |
| 3.                                |        | Naomi Ósakaová      | 5 246 | 16      | 4. října      | [ 17 ]        | 2018                               |
| 4.                                |        | Simona Halepová     | 4 962 | 16      | 2. října      | [ 18 ]        | 2014, 2015, 2016, 2017, 2018       |
| 5.                                |        | Bianca Andreescuová | 4 942 | 12      | 2. října      | [ 18 ]        | —                                  |
| 6.                                |        | Petra Kvitová       | 4 401 | 16      | 7. října      | [ 19 ]        | 2011, 2012, 2013, 2014, 2015, 2018 |
| 7.                                |        | Belinda Bencicová   | 4 120 | 24      | 19. října     | [ 20 ]        | —                                  |
| 8.                                |        | Elina Svitolinová   | 3 995 | 21      | 14. října     | [ 21 ]        | 2017, 2018                         |
| červená skupina purpurová skupina |        |                     |       |         |               |               |                                    |

### Předešlý poměr vzájemných zápasů
|    |                     | Barty | Plíšková | Ósaka | Halep | Andreescu | Kvitová | Bencic | Svitolina | Celkem | Poměr |
| 1. | Ashleigh Bartyová   |       | 3–2      | 2–2   | 1–3   | 0–0       | 2–4     | 0–0    | 0–5       | 8–16   | 53–11 |
| 2. | Karolína Plíšková   | 2–3   |          | 2–2   | 3–7   | 0–1       | 1–3     | 0–1    | 5–3       | 13–20  | 50–15 |
| 3. | Naomi Ósakaová      | 2–2   | 2–2      |       | 1–4   | 1–0       | 1–0     | 1–3    | 3–3       | 11–14  | 40–11 |
| 4. | Simona Halepová     | 3–1   | 7–3      | 4–1   |       | 1–0       | 3–1     | 2–2    | 5–4       | 24–12  | 42–15 |
| 5. | Bianca Andreescuová | 0–0   | 1–0      | 0–1   | 0–0   |           | 0–0     | 1–0    | 1–0       | 3–1    | 48–5  |
| 6. | Petra Kvitová       | 4–2   | 3–1      | 0–1   | 1–3   | 0–0       |         | 4–1    | 7–2       | 19–10  | 37–13 |
| 7. | Belinda Bencicová   | 0–0   | 1–0      | 3–1   | 2–2   | 0–1       | 1–4     |        | 2–1       | 9–9    | 44–21 |
| 8. | Elina Svitolinová   | 5–0   | 3–5      | 3–3   | 4–5   | 0–1       | 2–7     | 1–2    |           | 18–23  | 35–21 |

### Výsledky a body
Tabulka uvádí sezónní výsledky a odpovídající bodový zisk kvalifikovaných hráček a náhradnic podle žebříčku Porsche Race to Shenzhen.
| WTA Race                       | Tenistka            | Grand Slam | Grand Slam | Grand Slam | Grand Slam | Premier Mandatory | Premier Mandatory | Premier Mandatory | Premier Mandatory | Nejlépe na Premier 5 | Nejlépe na Premier 5 | Nejlépe na dalších turnajích | Nejlépe na dalších turnajích | Nejlépe na dalších turnajích | Nejlépe na dalších turnajích | Nejlépe na dalších turnajích | Nejlépe na dalších turnajích | Body | Turnaje | T i t u l y |
| ------------------------------ | ------------------- | ---------- | ---------- | ---------- | ---------- | ----------------- | ----------------- | ----------------- | ----------------- | -------------------- | -------------------- | ---------------------------- | ---------------------------- | ---------------------------- | ---------------------------- | ---------------------------- | ---------------------------- | ---- | ------- | ----------- |
| WTA Race                       | Tenistka            | Austr      | French     | Wimbl      | US Open    | Indian W          | Miami             | Madrid            | Peking            | 1.                   | 2.                   | 1.                           | 2.                           | 3.                           | 4.                           | 5.                           | 6.                           | Body | Turnaje | T i t u l y |
| 1.                             | Ashleigh Bartyová   | QF 430     | Titul 2000 | 16k 240    | 16k 240    | 16k 120           | Titul 1000        | QF 215            | F 650             | SF 350               | SF 350               | Titul 470                    | F 305                        | 16k 105                      | 32k 1                        |                              |                              | 6476 | 14      | 3           |
| 2.                             | Karolína Plíšková   | SF 780     | 32k 130    | 16k 240    | 16k 240    | QF 215            | F 650             | 32k 65            | 64k 10            | Titul 900            | QF 190               | Titul 470                    | Titul 470                    | Titul 470                    | QF 190                       | QF 190                       | 16k 105                      | 5315 | 18      | 4           |
| 3.                             | Naomi Ósakaová      | Titul 2000 | 32k 130    | 128k 10    | 16k 240    | 16k 120           | 32k 65            | QF 215            | Titul 1000        | QF 190               | QF 190               | Titul 470                    | QF 190                       | SF 185                       | SF 185                       | 16k 55                       | 32k 1                        | 5246 | 16      | 3           |
| 4.                             | Simona Halepová     | 16k 240    | QF 430     | Titul 2000 | 64k 70     | 16k 120           | SF 390            | F 650             | 32k 65            | QF 190               | QF 190               | F 305                        | 16k 105                      | 16 105                       | QF 100                       | 32k 1                        | 16k 1                        | 4962 | 16      | 1           |
| 5.                             | Bianca Andreescuová | 64k 110    | 64k 70     | A 0        | Titul 2000 | Titul 1000        | 16k 120           | A 0               | QF 215            | Titul 900            |                      | F 198                        | Titul 160                    | SF 110                       | Titul 50                     | QF 9                         |                              | 4942 | 12      | 3           |
| 6.'                            | Petra Kvitová       | F 1300     | A 0        | 16k 240    | 64k 70     | 64k 10            | QF 215            | QF 215            | QF 215            | F 585                | SF 350               | Titul 470                    | Titul 470                    | 16k 105                      | QF 100                       | 16k 55                       | 32k 1                        | 4401 | 16      | 2           |
| 7.                             | Belinda Bencicová   | 32k 130    | 32k 130    | 32k 130    | SF 780     | SF 390            | 64k 10            | SF 390            | 16k 120           | Titul 900            | 16k 105              | Titul 470                    | F 180                        | Titul 115                    | SF 110                       | QF 100                       | 32k 60                       | 4120 | 24      | 2           |
| 8.                             | Elina Svitolinová   | QF 430     | 32k 130    | SF 780     | SF 780     | SF 390            | 64k 10            | 64k 10            | QF 215            | SF 350               | QF 190               | QF 190                       | SF 185                       | 16k 105                      | QF 100                       | QF 100                       | 16k 30                       | 3995 | 21      | 0           |
| Náhradnice / WTA Elite Trophy  |                     |            |            |            |            |                   |                   |                   |                   |                      |                      |                              |                              |                              |                              |                              |                              |      |         |             |
| 9.                             | Serena Williamsová  | QF 430     | 32k 130    | F 1300     | F 1300     | 32k 65            | 32k 65            | A 0               | A 0               | F 585                | 32k 60               |                              |                              |                              |                              |                              |                              | 3935 | 8       | 0           |
| 10.                            | Kiki Bertensová     | 64k 70     | 64k 70     | 32k 130    | 32k 130    | 16k 120           | 16k 120           | Titul 1000        | SF 390            | SF 350               | 16k 105              | Titul 470                    | SF 185                       | SF 185                       | SF 185                       | F 180                        | F 180                        | 3870 | 25      | 2           |
| 11.                            | Johanna Kontaová    | 64k 70     | SF 780     | QF 430     | QF 430     | 32k 65            | 64k 35            | 32k 65            | A 0               | F 585                | 64k 1                | F 180                        | QF 60                        | 16k 55                       | R16 55                       | 16k 55                       | Q2 13                        | 2879 | 16      | 0           |
| 12.                            | Sofia Keninová      | 64k 70     | 16k 240    | 64k 70     | 32k 130    | 64k 35            | 64k 10            | 64k 10            | 16k 120           | SF 350               | SF 350               | Titul 280                    | Titul 280                    | Titul 280                    | F 180                        | 16k 105                      | 16k 105                      | 2615 | 23      | 3           |
| náhradnice odhlášení z turnaje |                     |            |            |            |            |                   |                   |                   |                   |                      |                      |                              |                              |                              |                              |                              |                              |      |         |             |

| Legenda | Legenda                   | Legenda | Legenda             |
| ------- | ------------------------- | ------- | ------------------- |
| A       | neúčast hráčky na turnaji | 128k    | 128 hráček v kole   |
| QF      | prohra ve čtvrtfinále     | 64k     | 64 hráček v kole    |
| SF      | prohra v semifinále       | 32k     | 32 hráček v kole    |
| F       | prohra ve finále          | 16k     | 16 hráček v kole    |
| 0/2000  | získané body na turnaji   | Titul   | vítězství v turnaji |

## Čtyřhra

### Kvalifikované páry
| Pořadí                            | pár | pár                                    | body  | turnajů | kvalifikován   | kvalifikován |
| --------------------------------- | --- | -------------------------------------- | ----- | ------- | -------------- | ------------ |
| 1.                                |     | Elise Mertensová Aryna Sabalenková     | 6 057 | 11      | 9. září 2019   | [ 15 ]       |
| 2.                                |     | Sie Šu-wej Barbora Strýcová            | 5 490 | 13      | 1. září 2019   | [ 22 ]       |
| 3.                                |     | Tímea Babosová Kristina Mladenovicová  | 5 026 | 9       | 23. září 2019  | [ 23 ]       |
| 4.                                |     | Gabriela Dabrowská Sü I-fan            | 4 635 | 20      | 30. září 2019  | [ 18 ]       |
| 5.                                |     | Čan Chao-čching Latisha Chan           | 4 145 | 20      | 7. října 2019  | [ 19 ]       |
| 6.                                |     | Barbora Krejčíková Kateřina Siniaková  | 4 000 | 11      | 14. října 2019 | [ 21 ]       |
| 7.                                |     | Samantha Stosurová Čang Šuaj           | 3 920 | 13.     | 7. října 2019  | [ 19 ]       |
| 8.                                |     | Anna-Lena Grönefeldová Demi Schuursová | 3 895 | 15      | 14. října 2019 | [ 21 ]       |
| červená skupina purpurová skupina |     |                                        |       |         |                |              |

### Předešlý poměr vzájemných zápasů
|    |                                        | Mertens Sabalenka | Sie Strýcová | Babos Mladenovic | Dabrowska Sü | Čan Chan | Krejčíková Siniaková | Stosur Čang | Grönefeld Schuurs | Celkem | Poměry |
| 1. | Elise Mertensová Aryna Sabalenková     |                   | 1–1          | 1–1              | 2–0          | 1–0      | 1–1                  | 1–0         | 1–0               | 8–3    | 29–8   |
| 2. | Sie Šu-wej Barbora Strýcová            | 1–1               |              | 1–0              | 3–0          | 2–1      | 0–0                  | 1–0         | 2–0               | 10–2   | 28–8   |
| 3. | Tímea Babosová Kristina Mladenovicová  | 1–1               | 0–1          |                  | 1–0          | 0–0      | 2–0                  | 2–1         | 0–0               | 6–3    | 23–7   |
| 4. | Gabriela Dabrowská Sü I-fan            | 0–2               | 0–3          | 0–1              |              | 0–1      | 2–0                  | 1–1         | 0–1               | 3–9    | 33–19  |
| 5. | Čan Chao-čching Latisha Chan           | 0–1               | 1–2          | 0–0              | 1–0          |          | 0–2                  | 1–1         | 2–3               | 5–9    | 40–16  |
| 6. | Barbora Krejčíková Kateřina Siniaková  | 1–1               | 0–0          | 0–2              | 0–2          | 2–0      |                      | 0–1         | 2–0               | 5–6    | 23–10  |
| 7. | Samantha Stosurová Čang Šuaj           | 0–1               | 0–1          | 1–2              | 1–1          | 1–1      | 1–0                  |             | 0–0               | 4–6    | 20–12  |
| 8. | Anna-Lena Grönefeldová Demi Schuursová | 0–1               | 0–2          | 0–0              | 1–0          | 3–2      | 0–2                  | 0–0         |                   | 4–7    | 29–17  |

### Výsledky a body
Tabulka uvádí sezónní výsledky a odpovídající bodový zisk kvalifikovaných párů a náhradnic podle žebříčku Porsche Race to Shenzhen.
| WTA Race                       | Dvojice                                | Nejlepší bodový zisk | Nejlepší bodový zisk | Nejlepší bodový zisk | Nejlepší bodový zisk | Nejlepší bodový zisk | Nejlepší bodový zisk | Nejlepší bodový zisk | Nejlepší bodový zisk | Nejlepší bodový zisk | Nejlepší bodový zisk | Nejlepší bodový zisk | Body | Turnaje | T i t u l y |
| WTA Race                       | Dvojice                                | 1.                   | 2.                   | 3.                   | 4.                   | 5.                   | 6.                   | 7.                   | 8.                   | 9.                   | 10.                  | 11.                  | Body | Turnaje | T i t u l y |
| ------------------------------ | -------------------------------------- | -------------------- | -------------------- | -------------------- | -------------------- | -------------------- | -------------------- | -------------------- | -------------------- | -------------------- | -------------------- | -------------------- | ---- | ------- | ----------- |
| 1.                             | Elise Mertensová Aryna Sabalenková     | Titul 2000           | Titul 1000           | Titul 1000           | SF 780               | F 585                | QF 430               | 16k 240              | 16k 10               | 32k 10               | 16k 1                | 16k 1                | 6057 | 11      | 3           |
| 2.                             | Sie Šu-wej Barbora Strýcová            | Titul 2000           | Titul 1000           | Titul 900            | Titul 470            | 16k 240              | 16k 240              | QF 215               | QF 190               | 16k 120              | 16k 105              | 16k 10               | 5490 | 13      | 4           |
| 3.                             | Tímea Babosová Kristina Mladenovicová  | Titul 2000           | F 1300               | SF 780               | QF 430               | Titul 280            | QF 215               | SF 185               | 32k 10               | 32k 10               | 16k 1                | —                    | 5211 | 10      | 2           |
| 4.                             | Gabriela Dabrowská Sü I-fan            | F 1300               | F 650                | QF 430               | QF 430               | SF 390               | SF 350               | Titul 280            | QF 215               | QF 215               | QF 190               | SF 185               | 4635 | 21      | 1           |
| 5.                             | Čan Chao-čching Latisha Chan           | Titul 470            | Titul 470            | Titul 470            | QF 430               | SF 390               | SF 390               | SF 350               | SF 350               | F 305                | Titul 280            | 16k 240              | 4145 | 20      | 4           |
| 6.                             | Barbora Krejčíková Kateřina Siniaková  | Titul 900            | SF 780               | F 650                | QF 430               | SF 350               | Titul 280            | QF 215               | QF 190               | SF 185               | 64k 10               | 32k 10               | 4000 | 11      | 2           |
| 7.                             | Samantha Stosurová Čang Šuaj           | Titul 2000           | F 650                | QF 430               | QF 215               | QF 190               | 32k 130              | 16k 120              | 16k 105              | QF 60                | 64k 10               | 32k 10               | 3920 | 13      | 1           |
| 8.                             | Anna-Lena Grönefeldová Demi Schuursová | F 585                | F 585                | F 585                | QF 430               | SF 350               | F 305                | F 305                | QF 215               | QF 215               | QF 190               | R32k 130             | 3895 | 15      | 0           |
| Náhradnice                     |                                        |                      |                      |                      |                      |                      |                      |                      |                      |                      |                      |                      |      |         |             |
| 9.                             | Viktoria Azarenková Ashleigh Bartyová  | F 1300               | Titul 900            | SF 390               | SF 350               | 16k 240              | R16 130              | 16k 120              | 32k 10               | —                    | —                    | —                    | 3440 | 8       | 1           |
| 10.                            | Nicole Melicharová Květa Peschkeová    | Titul 470            | Titul 470            | Titul 470            | QF 430               | QF 430               | 16k 240              | QF 215               | QF 190               | QF 190               | F 180                | 32k 130              | 3415 | 25      | 3           |
| náhradnice odhlášení z turnaje |                                        |                      |                      |                      |                      |                      |                      |                      |                      |                      |                      |                      |      |         |             |

| Legenda | Legenda                 | Legenda | Legenda             |
| ------- | ----------------------- | ------- | ------------------- |
| 0/2000  | získané body na turnaji | 64k     | 64 párů v kole      |
| QF      | prohra ve čtvrtfinále   | 32k     | 32 párů v kole      |
| SF      | prohra v semifinále     | 16k     | 16 párů v kole      |
| F       | prohra ve finále        | Titul   | vítězství v turnaji |

## Průběh turnaje

### 1. den: 27. října 2019
| Soutěž            | skupina           | vítězky                                   | poražené                         | výsledek           |
| Odpolední program | Odpolední program | Odpolední program                         | Odpolední program                | Odpolední program  |
| ----------------- | ----------------- | ----------------------------------------- | -------------------------------- | ------------------ |
| Dvouhra           | červená           | Naomi Ósakaová [3]                        | Petra Kvitová [6]                | 7–6(7–1), 4–6, 6–4 |
| Dvouhra           | červená           | Ashleigh Bartyová [1]                     | Belinda Bencicová [7]            | 5–7, 6–1, 6–2      |
| Večerní program   |                   |                                           |                                  |                    |
| Čtyřhra           | purpurová         | Barbora Strýcová Sie Šu-wej [2]           | Samantha Stosurová Čang Šuaj [7] | 6–4, 4–6, [10–5]   |
| Čtyřhra           | purpurová         | Barbora Krejčíková Kateřina Siniaková [6] | Gabriela Dabrowská Sü I-fan [4]  | 6–4, 6–2           |

### 2. den: 28. října 2019
| Soutěž            | skupina           | vítězky                                    | poražené                               | výsledek           |
| Odpolední program | Odpolední program | Odpolední program                          | Odpolední program                      | Odpolední program  |
| ----------------- | ----------------- | ------------------------------------------ | -------------------------------------- | ------------------ |
| Čtyřhra           | červená           | Tímea Babosová Kristina Mladenovicová [3]  | Čan Chao-čching Latisha Chan [5]       | 6–2, 5–7, [10–6]   |
| Dvouhra           | purpurová         | Elina Svitolinová [8]                      | Karolína Plíšková [2]                  | 7–6(14–12), 6–4    |
| Večerní program   |                   |                                            |                                        |                    |
| Dvouhra           | purpurová         | Simona Halepová [5]                        | Bianca Andreescuová [4]                | 3–6, 7–6(8–6), 6–3 |
| Čtyřhra           | červená           | Anna-Lena Grönefeldová Demi Schuursová [8] | Elise Mertensová Aryna Sabalenková [1] | 7–5, 1–6, [10–7]   |

### 3. den: 29. října 2019
| Soutěž            | skupina           | vítězky                          | poražené                                  | výsledek          |
| Odpolední program | Odpolední program | Odpolední program                | Odpolední program                         | Odpolední program |
| ----------------- | ----------------- | -------------------------------- | ----------------------------------------- | ----------------- |
| Čtyřhra           | purpurová         | Samantha Stosurová Čang Šuaj [7] | Gabriela Dabrowská Sü I-fan [4]           | 4–6, 6–4, [10–5]  |
| Dvouhra           | červená           | Kiki Bertensová [9]              | Ashleigh Bartyová [1]                     | 3–6, 6–3, 6–4     |
| Večerní program   |                   |                                  |                                           |                   |
| Dvouhra           | červená           | Belinda Bencicová [7]            | Petra Kvitová [6]                         | 6–3, 1–6, 6–4     |
| Čtyřhra           | purpurová         | Barbora Strýcová Sie Šu-wej [2]  | Barbora Krejčíková Kateřina Siniaková [6] | 6–2, 1–6, [10–5]  |

### 4. den: 30. října 2019
| Soutěž            | skupina           | vítězky                                   | poražené                                   | výsledek          |
| Odpolední program | Odpolední program | Odpolední program                         | Odpolední program                          | Odpolední program |
| ----------------- | ----------------- | ----------------------------------------- | ------------------------------------------ | ----------------- |
| Čtyřhra           | červená           | Elise Mertensová Aryna Sabalenková [1]    | Čan Chao-čching Latisha Chan [5]           | 7–6(7–5), 6–4     |
| Dvouhra           | purpurová         | Elina Svitolinová [8]                     | Simona Halepová [5]                        | 7–5, 6–3          |
| Večerní program   |                   |                                           |                                            |                   |
| Dvouhra           | purpurová         | Karolína Plíšková [2]                     | Bianca Andreescuová [4]                    | 6–3skreč          |
| Čtyřhra           | červená           | Tímea Babosová Kristina Mladenovicová [3] | Anna-Lena Grönefeldová Demi Schuursová [8] | 7–5, 6–2          |

### 5. den: 31. října 2019
| Soutěž            | skupina           | vítězky                          | poražené                                  | výsledek          |
| Odpolední program | Odpolední program | Odpolední program                | Odpolední program                         | Odpolední program |
| ----------------- | ----------------- | -------------------------------- | ----------------------------------------- | ----------------- |
| Čtyřhra           | purpurová         | Samantha Stosurová Čang Šuaj [7] | Barbora Krejčíková Kateřina Siniaková [6] | 6–3, 7–6(9–7)     |
| Dvouhra           | červená           | Ashleigh Bartyová [1]            | Petra Kvitová [6]                         | 6–4, 6–2          |
| Večerní program   |                   |                                  |                                           |                   |
| Dvouhra           | červená           | Belinda Bencicová [7]            | Kiki Bertensová [9]                       | 7–5, 1–0skreč     |
| Čtyřhra           | purpurová         | Gabriela Dabrowská Sü I-fan [4]  | Barbora Strýcová Sie Šu-wej [2]           | 2–6, 6–4, [11–9]  |

### 6. den: 1. listopadu 2019
| Soutěž            | skupina           | vítězky                                    | poražené                               | výsledek          |
| Odpolední program | Odpolední program | Odpolední program                          | Odpolední program                      | Odpolední program |
| ----------------- | ----------------- | ------------------------------------------ | -------------------------------------- | ----------------- |
| Čtyřhra           | červená           | Tímea Babosová Kristina Mladenovicová [3]  | Elise Mertensová Aryna Sabalenková [1] | 4–6, 6–2, [10–5]  |
| Dvouhra           | purpurová         | Elina Svitolinová [8]                      | Sofia Keninová [10]                    | 7–5, 7–6(12–10)   |
| Večerní program   |                   |                                            |                                        |                   |
| Dvouhra           | purpurová         | Karolína Plíšková [2]                      | Simona Halepová [5]                    | 6–0, 2–6, 6–4     |
| Čtyřhra           | červená           | Anna-Lena Grönefeldová Demi Schuursová [8] | Čan Chao-čching Latisha Chan [5]       | 6–2, 6–4          |

### 7. den: 2. listopadu 2019
| Fáze               | vítězky                                   | poražené                                   | výsledek           |                   |
| Odpolední program  | Odpolední program                         | Odpolední program                          | Odpolední program  | Odpolední program |
| ------------------ | ----------------------------------------- | ------------------------------------------ | ------------------ | ----------------- |
| Semifinále čtyřhry | Tímea Babosová Kristina Mladenovicová [3] | Samantha Stosurová Čang Šuaj [7]           | 1–6, 6–4, [10–6]   |                   |
| Semifinále dvouhry | Elina Svitolinová [8]                     | Belinda Bencicová [7]                      | 5–7, 6–3, 4–1skreč |                   |
| Večerní program    |                                           |                                            |                    |                   |
| Semifinále dvouhry | Ashleigh Bartyová [1]                     | Karolína Plíšková [2]                      | 4–6, 6–2, 6–3      |                   |
| Semifinále čtyřhry | Barbora Strýcová Sie Šu-wej [2]           | Anna-Lena Grönefeldová Demi Schuursová [8] | 6–1, 6–2           |                   |

### 8. den: 3. listopadu 2019
| Fáze           | vítězky                                   | poražené                        | výsledek |
| -------------- | ----------------------------------------- | ------------------------------- | -------- |
| Finále čtyřhry | Tímea Babosová Kristina Mladenovicová [3] | Barbora Strýcová Sie Šu-wej [2] | 6–1, 6–3 |
| Finále dvouhry | Ashleigh Bartyová [1]                     | Elina Svitolinová [8]           | 6–4, 6–3 |